# Les Deux Alpes (település)
Les Deux Alpes község Franciaország Auvergne-Rhône-Alpes régiójában, Isère megyében. Új községként 2017. január 1-jén jött létre Mont-de-Lans és Vénosc község egyesítésével. A korábbi községek egyesülésekor az új község lélekszáma 2019 fő lett. Lakosainak száma 1920 fő (2022. január 1.).

## Népesség
| Lakosok száma | 1894 | 1908 | 1916 | 1929 | 1942 | 1933 | 1920 |
|               | 2015 | 2017 | 2018 | 2019 | 2020 | 2021 | 2022 |